# Brian France
Brian France (2 de agosto de 1962) é o atual CEO e presidente da NASCAR. Tomou a direção da empresa em 2003 após o afastamento de seu pai, Bill France, Jr.
Brian France já havia sido parte do departamento de marketing da NASCAR e durante este período foi um dos criadores da Craftsman Truck Series. Brian France também está a frente da Brandsense, uma empresa de marketing cujos clientes incluem Tony Stewart, da Goodyear, e a cantora pop Britney Spears.

## Controvérsias
France é muito criticado pelos fãs de NASCAR em decorrência de suas mudanças radicais na organização da empresa. Uma das mudanças mais polêmicas foi o fim da Mountain Dew Southern 500, na Carolina do Norte e a extinção da Mountain Dew Southern 500 no Darlington Raceway. Outro fato polêmico é a introdução da Toyota, grupo rival da americana Ford Motor Company. 
Brian France se tornou símbolo de uma era crítica da NASCAR.  